# Bernardus Estinghausen

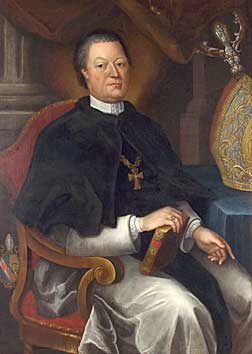
Bernardus Estinghausen, 44. Abt von Marienfeld

Bernardus Estinghausen OCist (* 2. Januar 1700 in Beckum; † 24. Mai 1769) war ein deutscher Priester und Abt des Klosters Marienfeld.

## Leben
Bernardus Estinghausen wurde am 2. Januar 1700 in Beckum geboren (Eltern: Bernard Estinghausen, Bürgermeister zu Beckum, und Johanna Christina Frey). Am 11. Mai 1721 trat er mit drei Mitbrüdern in den Zisterzienserorden ein. Am 17. Mai 1722 legte er in Marienfeld seine Profess ab. Zunächst wurde Bruder Bernardus am 23. Juli 1733 zum Gehilfen des Pfarrers in Rulle bestellt. Am 10. Juli 1739 wurde er dann Prior. Als er zum Propst der katholischen Kirche in Osnabrück ernannt wurde, blieb das Amt des Priors in Marienfeld vorerst unbesetzt. Als er mittlerweile zum Pfarrer in Rulle bestimmt wurde, setzte man ihn am 5. August 1740 auch als Beichtvater ein. 1748 wurde er dann selbst wiederum zum Prior ernannt. Am 24. Oktober 1757 wählt der Marienfelder Konvent den Mitbruder zum 44. Abt von Marienfeld. Nach elfeinhalb Jahren im Amt starb er am 24. Mai 1769. Sein Grab findet sich im Chorumgang vor der Sakristei.

## Bautätigkeit
Abt Bernardus Estinghausen lässt vor der Abtei ein neues Tor errichten, welches heute in Warendorf steht und als „Marienfelder Tor“ oder „Münster Tor“ bekannt ist.